# بريس بيلدن
بريس بيلدن (بالإنجليزية: Brace Belden)‏ هو موسيقي أمريكي، ولد في 13 أكتوبر 1989 في سان فرانسيسكو في الولايات المتحدة.